# Heinävesi
Heinävesi is een gemeente in de Finse provincie Oost-Finland en in de Finse regio Noord-Karelië. De gemeente heeft een landoppervlakte van 1.029,95 km² en telt 3.061 inwoners (2022).

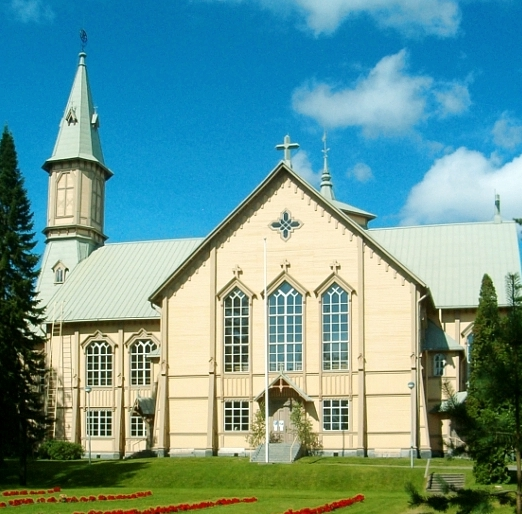
Kerk van Heinävesi
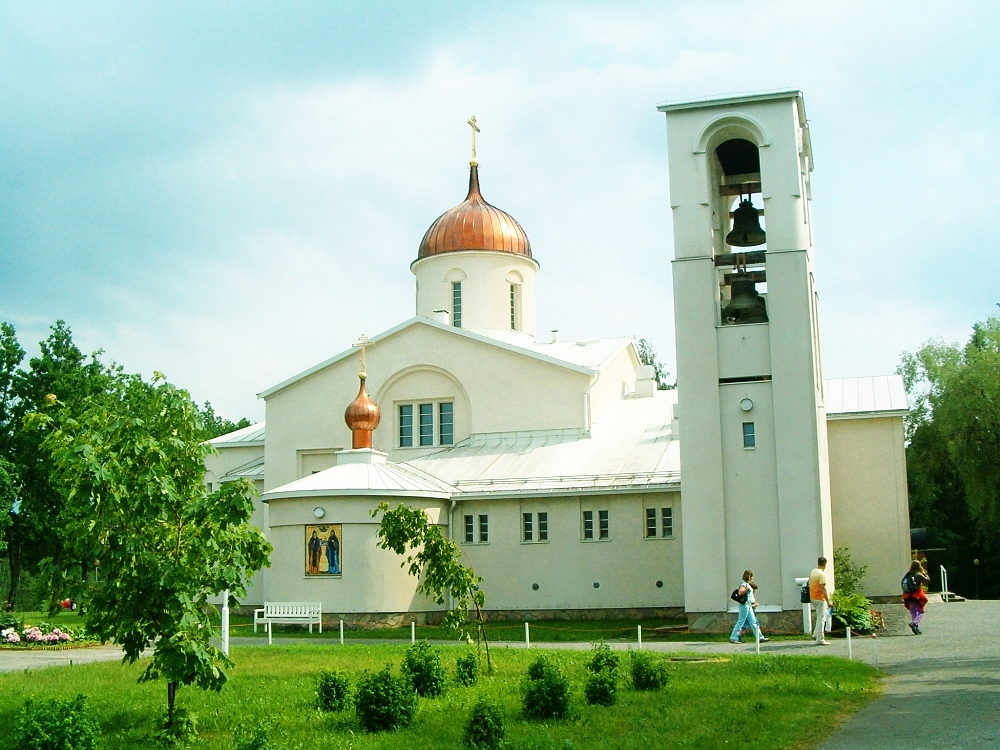
Klooster van Valamo
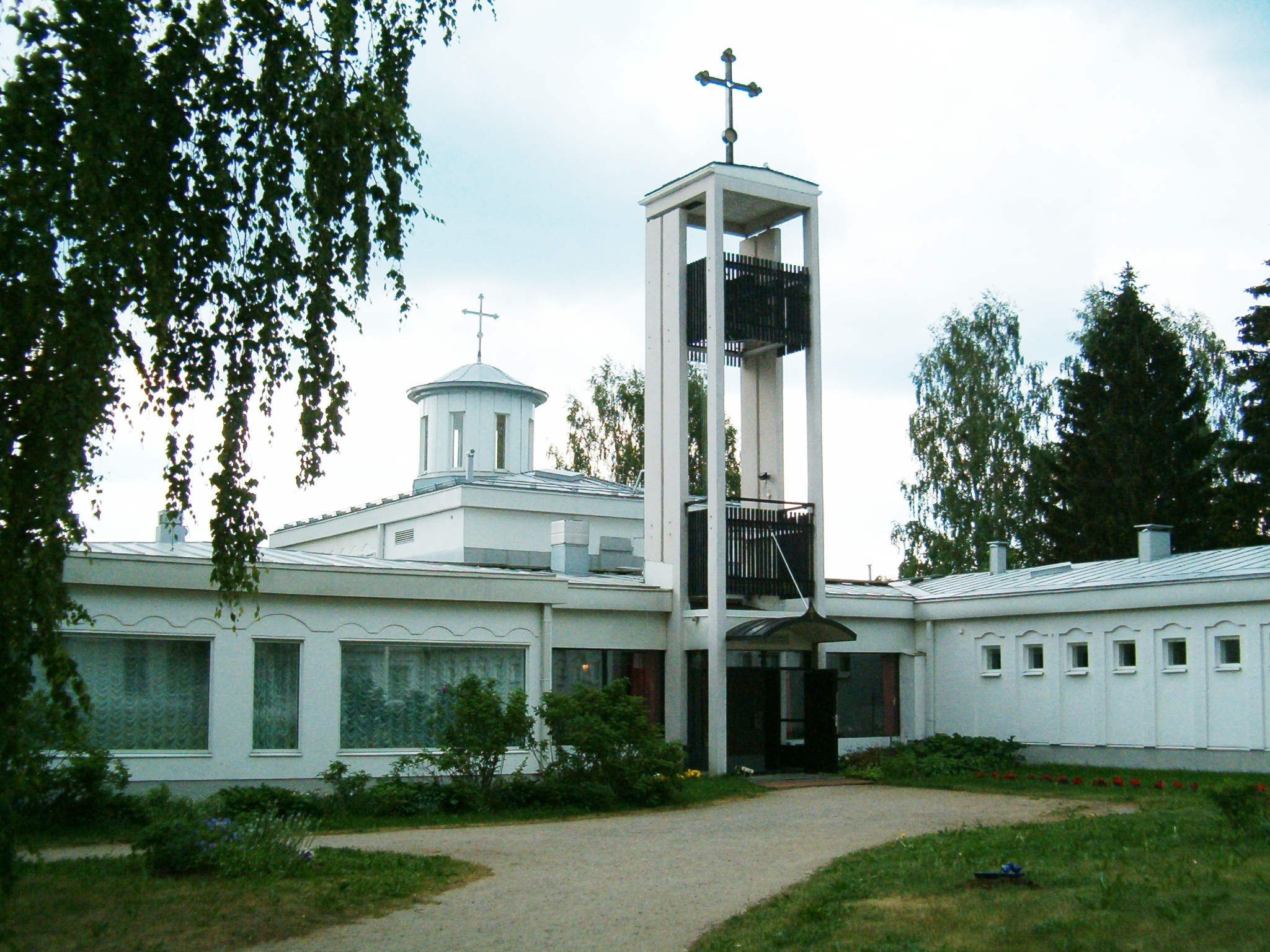
Convent van Lintula

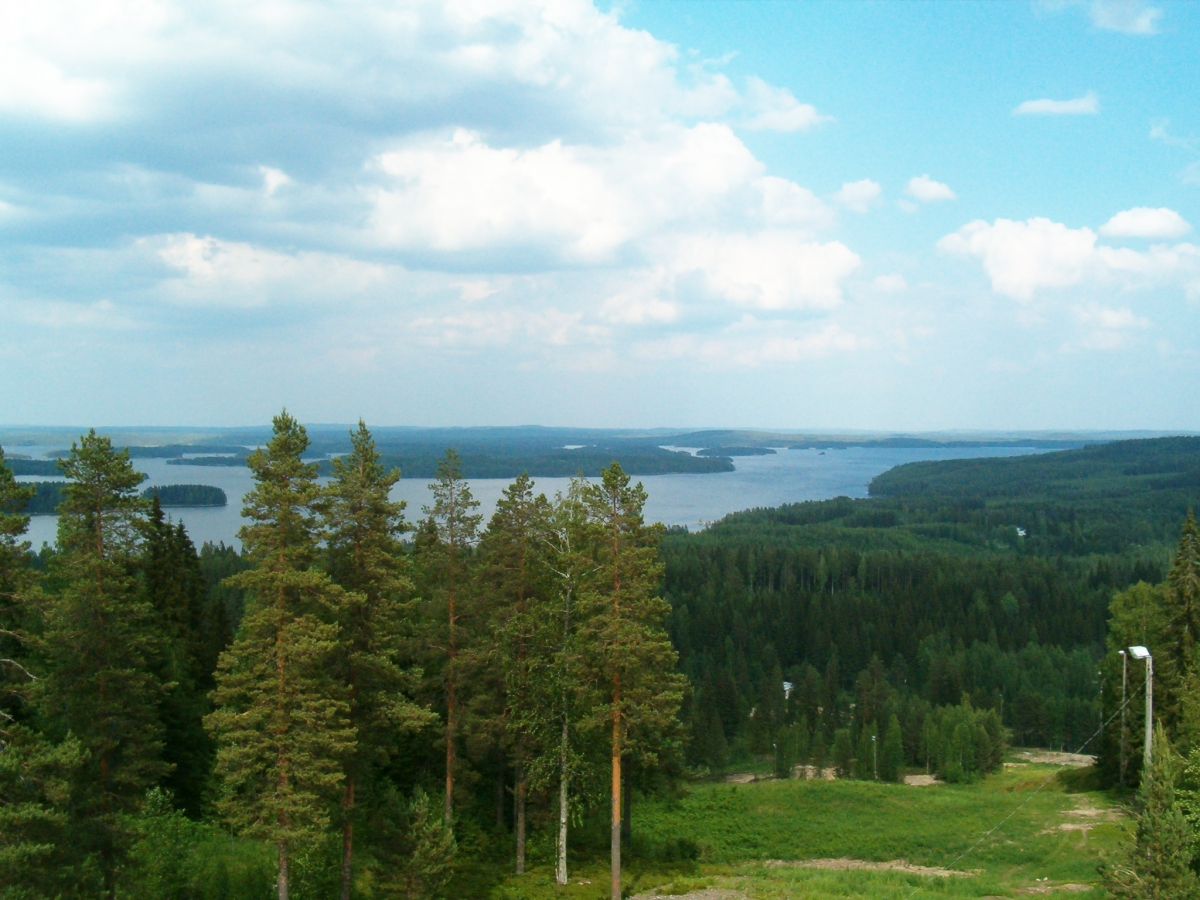
Kermajärvi
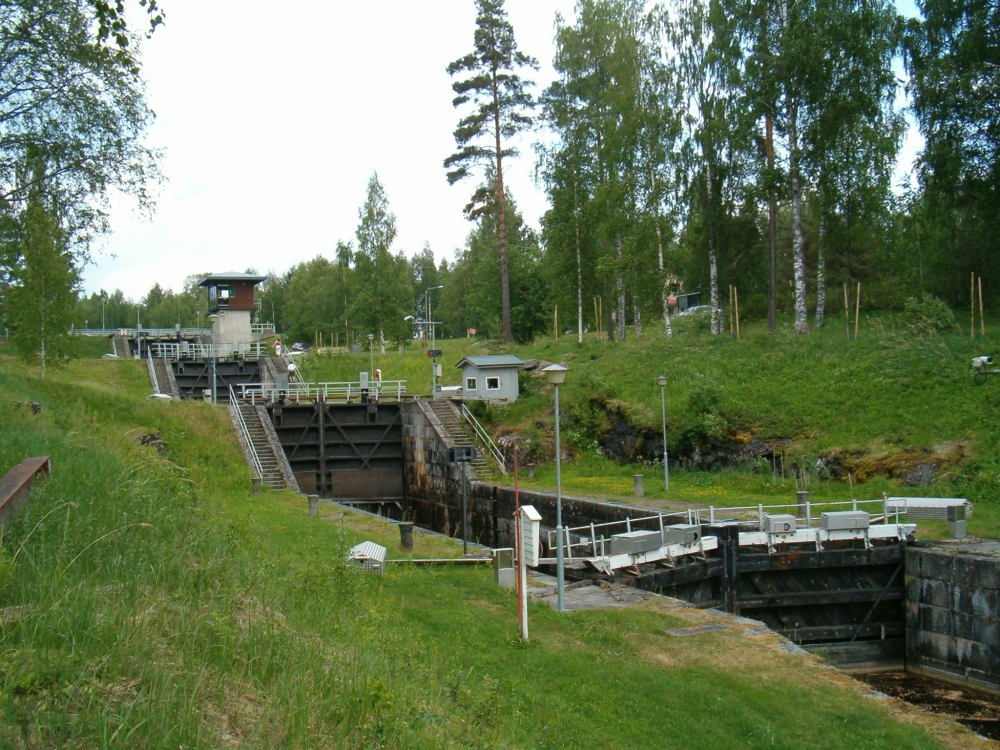
Kanaal Varistaipale